# Phenomenon (single van LL Cool J)
Phenomenon is een nummer van de Amerikaanse rapper LL Cool J uit 1997. Het was de eerste single van zijn gelijknamige zevende studioalbum. Het nummer werd wereldwijd een bescheiden hit. In de Amerikaanse Billboard Hot 100 haalde het de 55e positie. In de Nederlandse Top 40 haalde het de 16e positie, en in de Vlaamse Ultratop 50 de 31e.
In "Phenomenon" zitten veel samples. LL Cool J gebruikte "Who Is He and What Is He To You" van Creative Source als uitgangspunt van het nummer. Ook "Cavern" van Liquid Liquid is terug te horen. Het zinnetje "Something Like A Phenomenon" komt uit het liedje "White Lines" van Melle Mel. 